# طیف‌سنجی جرمی یون ثانویه

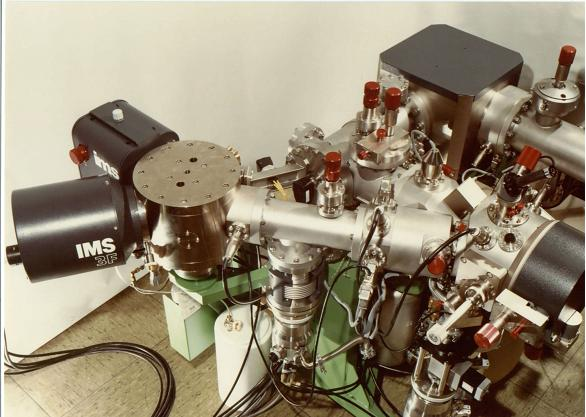
یک دستگاه قدیمی طیف‌سنجی جرمی یون-ثانویه که با مدل‌های جدیدتر جایگزین شده‌است

طیف‌سنجی جرم یون ثانویه (به انگلیسی: Secondary ion mass spectrometry) یا SIMS یک تکنیک مورد استفاده در بررسی مواد حالت جامد می‌باشد. سیمس، تکنیک تجزیه و تحلیل ترکیب سطوح جامد و لایه‌های نازک، توسط کندوپاش سطح نمونه با پرتو یون متمرکز اولیه و جمع‌آوری و تجزیه و تحلیل یونهای خارج ثانویه‌است. این یون ثانویه همراه با طیف‌سنج جرمی اندازه‌گیری می‌شود و برای تعیین ترکیب عنصری، ایزوتوپی یا مولکولی سطح کاربرد دارد. سیمس حساس‌ترین تکنیک تجزیه و تحلیل سطح است که قادر به تشخیص عناصر موجود در محدوده یک در میلیارد می‌باشد.

## طرز کار
نمونه‌ای که مورد بررسی و اندازه گیری است با یونهای اولیه که به صورت اتمی، مولکولی یا خوشه‌ای هستند، با انرژی‌ای بین ۲۰۰ الکترون ولت تا ۲۵ هزار الکترون ولت بمباران می‌شود. بدین وسیله ذراتی به صورت خنثی، یون مثبت یا یون منفی پدید می‌آیند. بیش از ۹۰ درصر این ذرات را ذرات خنثی تشکیل می‌دهند که قابل استفاده برای تجزیه و تحلیل نیستند و به همین دلیل باید از ذرات باردار جدا شوند. این ذرات باردار توسط جرم آنالیزر یا همان فیلتر جرمی جدا می‌شوند.
یونها پس از جدا شدن از ذرات خنثی و گذشتن از طیف‌سنجی جرمی، به یک آشکارساز یا گروهای از دتکتورها می‌رسند. از شدت سیگنال به عنوان یک ابزار برای اندازه‌گیری درصد ترکیب استفاده می‌شود.